# Romanzo russo
Romanzo russo è il secondo romanzo dello storico Alessandro Barbero, edito per la prima volta nel settembre 1998 da Mondadori. Il sottotitolo del romanzo è Fiutando i futuri supplizi, un verso (citato nel romanzo) di Osip Mandelstam, il grande poeta russo vittima delle grandi purghe staliniane.

## Ambientazione storica
Il romanzo è ambientato in Russia, nel periodo immediatamente precedente alla caduta del Muro di Berlino, ovvero nella seconda metà degli anni ottanta. A tale periodo di transizione si riferisce il sottotitolo del romanzo, ossia fiutando i futuri supplizi.

## Trama
Il professore Viktor Obilin è relatore di tesi della studentessa Tanja Borisovna, decisa ad approfondire la storia dei quadri del Partito comunista degli anni precedenti. Questa prima indagine si intreccerà con una seconda, quella del giudice Nazar Kallistratovic Lappa, che indaga su un assassinio e una terza, quella dell'attore ebreo Mark Kaufmann ossessionato dallo sterminio nazista di Odessa degli ebrei nel '43, nel quale sono coinvolti i suoi antenati tra le vittime. 

## Influenze
(Alessandro Barbero)

## Edizioni
- Alessandro Barbero, Romanzo russo, 1ª ed., Mondadori, 1998, ISBN 8804450630.
- Alessandro Barbero, The Anonymous Novel. Sensing the Future Torments, Vagabond Voices, 1ª ed., Alba, 2010, ISBN 0956056040.
- Alessandro Barbero, Romanzo russo, Sellerio editore Palermo, 2024, EAN 9788838947193.